# Szegedi AK Boszorkányok
A Szegedi AK Boszorkányok szegedi női labdarúgócsapat.
Szegeden az első női csapat 1985 májusában alakult meg, majd az 1985-1986-os bajnokságban vett részt először. Ettől kezdve számíthatjuk Szegeden a női labdarúgás térnyerését, ami hozzájárult a későbbi Szegedi AK Boszorkányok megalapításához is.

## A klub története
Szegeden is, mint sok nagyvárosban a női labdarúgás az 1980-as évektől még szabadidős sportágként, kispályás csapatok keretein belül működött. Csupán a JATE-nak, a Volánnak, a Tanárképzőnek és a Konzervgyárnak volt csapata. 1985 májusában Ungarische Volan néven NSZK-beli meghívásnak tett eleget az egyesített szegedi csapat és itt is volt az első hivatalos mérkőzése az akkori együttesnek. 1985 júliusában a Paprikafeldolgozó Vállalat klubhelyiségében megalakult a vállalat sportegyesülete, a PAPRIKA SC. Az elsődleges céljuk az 1300 dolgozó tömegsportjának a biztosítása volt, de emellett rendezett körülményeket akartak biztosítani a női labdarúgóknak is. Ekkor hozták létre a horgász és a kispályás labdarúgó szakosztályokat is. A női csapat hivatalosan az 1985-1986-os bajnokságban vett részt először. Dáni Zoltán, az egyesület elnöke Molnár Ferencet bízta meg a csapat vezetésével, aki fél évig irányította a csapatot. Újoncként a 6. helyen zárták az őszi bajnokságot. Majd februártól Nemes István vette át a lányokat valamint asszonyokat.
1986. júliustól egészen 1988. júniusig Dr. Szamosvölgyi Zoltán irányította a csapatot. A három bajnoki szezon több mint 50 mérkőzésén 35 játékos lépett pályára. Két tehetséges lányból is válogatott futballista lett a későbbiekben, akikre büszkén emlékeznek, ők nem mások, mint Fodor Katalin és Kis Zita. A szezon befejeztével 1988-ban a vállalat megvonta a támogatást, négy meghatározó játékos eligazolt Budapestre, így Szeged csapat nélkül maradt.
1990-ben Szeged TC néven ismét Molnár Ferenc vezetésével hívták össze a csapatot és visszatértek az NB I-es mezőnybe. Azért volt lehetőségük ott indulni, mert nem volt alacsonyabb osztály a női nagypályás bajnokokságban. 1993-tól Boszorkányok FC néven szerepeltek a bajnokságban, mindvégig kiegyensúlyozott teljesítménnyel, 6., 7., 8. helyen végeztek a következő években. Az 1990-es évek elején jelentős utánpótlás bázissal rendelkeztek, sok fiatal tehetséges lány jelentkezett ekkoriban focizni. Rendezett körülmények között edzhettek, hol a Kisstadion, hol a SZEOL pálya adott nekik állandó otthont. A csapat az 1999-2000-es bajnokságban már nem indult el. Hivatalosan nem szűnt meg a Boszorkányok FC, de egyéb okok miatt a játékosok más csapatoknál folytatták a pályafutásukat. A Szegedi Boszorkányok korszakának végeztével újabb fordulatot vett a szegedi női futballisták sorsa. A női labdarúgásért elhivatott emberek, Dr. Péczely György és Dr. Kékes-Szabó Judit újraélesztettek egy alvó egyesületet, a SZAK-ot (1898-ban alakult Szeged város első futball csapataként), melynek egyetlen szakága a női labdarúgás lett.
2003-ban egy újabb egyesület próbálkozott a női labdarúgás népszerűsítésével, megalakult a Szegedi Amazonok FC.
2007 nyarán két, még működő egyesület, a Szegedi AK és a Szegedi Amazonok FC együttműködésre szánták el magukat és egyesítették erőiket. 2008 elején újabb változások történtek, az együttes Szegedi AK-BOSZORKÁNYOK néven indult a bajnokságban. A 2010-2011-es év hozta meg felnőtt szinten az igazi áttörést az egyesület számára. Hódi Zsuzsanna vezetésével a nagypályás csapat pontveszteség nélkül nyerte meg az NB II. Nyugati csoportját, és feljutott az első osztályba. A 2011-2012-es szezont már az NB I-ben kezdte el a nagypályás csapat
A Szegedi Atlétikai Klub - mint egyesület alapvetően önfenntartó, tehát pályázatokból, tagdíjakból, önkormányzati támogatásokból és kisebb szponzori pénzekből működik. Jelenleg közel 50 női és leány labdarúgót tudhatnak a soraikban.

## Az egyesület nevei
A klub a fennállása során több csapattal is foglalkozott;
- PAPRIKA SC
- Szeged TC
- Boszorkányok FC
- Szegedi Amazonok FC
- Szegedi AK-BOSZORKÁNYOK

## Eredmények
- Magyar bajnokság
  - A bajnokságban átlagosan a középmezőnyben végzett, kiemelkedő eredménnyel NB I-es csapatként nem rendelkezik, azonban a 2010-2011-es évben a nagypályás csapat Hódi Zsuzsanna vezetésével pontveszteség nélkül nyerte meg az NB II Nyugati csoportját.
- Magyar kupa
  - ezüstérmes:1994-1995

## Játékoskeret
A 2014-2015-ös szezonban:
| Mezszám | Poszt | Név                       |
| ------- | ----- | ------------------------- |
| 1       | K     | Földesi Lilien            |
| 15      | V     | Marsi Krisztina           |
| 6       | Cs    | Szil Tünde                |
| 18      | KP    | Nagy Dzsenifer            |
| 7       | V     | Lévai Nikolett            |
| 4       |       | Harcel Boglárka           |
| 10      |       | Szalai Ágnes              |
| 13      |       | Lipták Lilla              |
| 8       |       | Zimányi Kovács Anikó      |
| 16      |       | Dudás Diána               |
| 3       | V     | Kasznár Annamária         |
| 11      | CS    | Végh Emese                |
| 14      | V     | Kardos Bernadett Brigitta |
| 12      | KP    | Dóczi Andrea              |

## Híres játékosok
- Fodor Katalin
- Kis Zita
- Szil Tünde